# Louis Begault
Louis Jules Amedée Begault (Mortsel, 15 juni 1891 - concentratiekamp Dora, 19 februari 1945) was een Belgisch volksvertegenwoordiger en ondernemer.

## Levensloop
Begault werd in 1908, na zijn opleiding aan de Militaire School, officier bij de artillerie. Hij nam deel aan de Eerste Wereldoorlog en onderscheidde zich bij gevechten rond Antwerpen, in Pervijze, Diksmuide en Ieper. Hij werd gekwetst op 11 november 1916, maar keerde na enkele weken naar zijn eenheid terug. Hij werd verschillende malen vermeld op de dagorde van het leger.
Hij verliet het leger in 1920 met de graad van kapitein en nam leidende functies op in verschillende ondernemingen, zoals Marie Thumas, Le Soleil en Alibel. Hij werd voorzitter van de Kamer van Koophandel in Leuven en van de beheerraad van de Leuvense Maatschappij voor goedkope woningen. Hij werd ook rechter bij de handelsrechtbank in dezelfde stad.
In mei 1940 nam hij deel aan de Achttiendaagse Veldtocht, met de graad van luitenant-kolonel, als korpsoverste van het 34ste Regiment Artillerie. Na een korte gevangenschap in Duitsland, hernam hij in augustus 1940 het burgerleven, en sloot spoedig aan bij de eerste verzetsorganisatie, het Belgisch Legioen.
Wanneer hij in het opgeëiste bedrijf waar hij de leiding van had, de werkzaamheden opzettelijk vertraagde, werd hij aangeklaagd bij de bezetter en op 31 augustus 1943 door de Gestapo gearresteerd. Na drie maanden isoleercel in het kamp van Breendonk werd hij overgebracht naar de gevangenis van Sint-Gillis. Van daar werd hij naar Duitse tuchthuizen gedeporteerd: Essen, Papenburg, Gross-Strelitz. Hij belandde op 1 november 1944 in het kamp van Gross-Rosen, en werd in februari 1945 naar het kamp Dora getransfereerd. Na vijf dagen zonder eten tijdens het transport, bij temperaturen beneden de dertig graden, kwam hij uitgeput in het kamp aan en overleed er enkele dagen later.

## Plaatsvervangend Kamerlid
Op de liberale lijst voor het arrondissement Leuven bij de wetgevende verkiezingen van 1939 werd Begault verkozen als eerste opvolger voor het Kamerlid Charles De Jaegher. Toen deze op 14 april 1945 overleed, zou Begault hem normaal zijn opgevolgd en hij werd dan ook op 24 april door de Kamer als dusdanig bevestigd.
Pas na een paar weken werd duidelijk dat hij al in februari van dat jaar in het concentratiekamp Dora was omgekomen. Men keerde zich dan tot de tweede opvolger, Paul Van de Velde, die op 2 mei 1945 beëdigd werd.
Hoewel Begault, strikt genomen, nooit echt maar alleen virtueel parlementslid is geweest, wordt hij toch vermeld onder de Kamerleden, als herinnering aan zijn heldhaftig leven en werd hij in zitting van 2 mei 1945 door de rechtstaande Kamerleden plechtig herdacht. De voorzitter van de Kamer, Frans Van Cauwelaert verklaarde onder meer: De dood van de heer Bégault is een ernstig verlies voor onze vergadering. Hij was niet alleen een hoogstaand man en een hartstochtelijk vaderlander. Hij was geroepen om door zijn veelzijdige kennis en grote werkkracht een gezaghebbend medewerker te worden van onze wetgevende arbeid.
Een bronzen medaille met de beeltenis van Begault werd geslagen in 1945. Hij staat ook vermeld op het monument in het Beluik van de 13 kolonels aan het Frère-Orbanplein in Brussel.